# Carmelo Delgado Delgado
Carmelo Delgado Delgado (Guayama, 20 de abril de 1913-Valladolid, 29 de abril de 1937) fue un líder del Partido Nacionalista de Puerto Rico, presidido entonces por Pedro Albizu Campos. Delgado se unió al Batallón Abraham Lincoln de las Brigadas  Internacionales y luchó contra los militares sublevados en la guerra civil española. Héroe de la República Española, Delgado, puertorriqueño de nacimiento, es considerado el primer ciudadano de los Estados Unidos en morir fusilado en la Guerra Civil en España.

## Biografía
Mayor de tres hermanos, fruto del matrimonio entre Eladio Delgado Berríos y Flora Delgado González, nació en la ciudad de Guayama, Puerto Rico. Pasó su infancia en la granja de sus padres ubicada en el sector de Guamaní de la ciudad y más tarde se trasladó con su familia a la esquina de la calle Concordia Hostos, también en Guayama. Allí cursó los estudios de primaria y secundaria. Después se inscribió y fue aceptado en la Universidad de Puerto Rico, donde trabó amistad con el poeta puertorriqueño, Juan Antonio Corretjer. Se convirtió en un activista político independentista y seguidor de Pedro Albizu. Fue miembro de los Cadetes de la República, la organización juvenil del Partido Nacionalista de Puerto Rico. Después de graduarse, se trasladó a España para licenciarse en Derecho.

## En España
El 22 de septiembre de 1935, Delgado llegó a España y se matriculó en la Universidad Central de Madrid. Llegó a un país que meses después se enfrentaría en una guerra civil provocada por el golpe de Estado de julio de 1936 contra la Segunda República. Delgado se mantuvo políticamente activo como partidario de la República y la democracia española, al igual que otros tantos puertorriqueños que se sumaron a la causa antifascista en la península ibérica, como los hermanos Carbonell Cuevas de Cabo Rojo. Pronto se unió a los brigadistas que llegaban de distintos países europeos y, también, de Estados Unidos y otros países de América, y que participaron en el combate por la causa republicana. Como muchos brigadistas con ciudadanía estadounidense, se unió al Batallón Abraham Lincoln, donde se encontraban muchos puertorriqueños y cubanos, aunque otros prefirieron, por motivos ideológicos ir a combatir junto a los brigadistas canadienses del batallón McKenzie-Papinau, más conocidos como los Mac-Paps. Delgado describió a su amigo, el líder nacionalista puertorriqueño Carlos Carrera Benítez, sus impresiones en una carta:

Cada día tengo más fe en nuestro país [Puerto Rico] y veo el día en que nuestra gente, al igual que la gente de España, tomará las armas para aplastar a los tiranos [Estados Unidos] con el mismo valor y la resolución que la gente de España ha tomado en contra de sus militares y políticos traidores. ¡Cómo me gustaría que estuviera en España!. Sé que usted no se quedaría de brazos cruzados y que, juntos, escribiríamos una página que sería considerada un honor en nuestra tierra y motivo de orgullo para la tierra de nuestros abuelos. Nadie en Puerto Rico debe saber que me he unido a la revolución

Delgado alcanzó el grado de teniente y participó en la batalla de Madrid y, dentro del conjunto de operaciones en las proximidades de la capital de España, en la defensa de la Ciudad Universitaria. Durante uno de los encuentros con el enemigo, desconocía la orden de retirarse dada a su unidad, y fue capturado por los sublevados y enviado a Valladolid. Allí se enfrentó a un tribunal militar que le juzgó en consejo de guerra y lo condenó a muerte. La embajada de los Estados Unidos en España se ofreció a ayudarlo, sin embargo Delgado rechazó el ofrecimiento. Según Corretjer, «Carmelo Delgado prefirió morir ante un pelotón de fusilamiento antes que rogar por su vida al Yankee (en referencia a los Estados Unidos) que había invadido su país».
Finalmente, Carmelo Delgado fue ejecutado el 29 de abril de 1937 por un pelotón de fusilamiento, convirtiéndose en uno de los primeros ciudadanos estadounidenses que fueron capturados y murieron fusilados en el conflicto. La noticia de su ejecución alcanzó Puerto Rico y fue publicada en primera plana en el diario El Mundo el 25 de julio: "Se confirma la ejecución del joven Carmelo Delgado". La historia de Delgado ha sido narrada en el libro Galería de héroes de Puerto Rico, de José Morales Dorta.